# Cruz Alta (Fátima)
Monumento a Jesus Cristo aquando da sua crucificação
A  Cruz Alta é um monumento erguido em 29 de agosto de 2007 no Santuário de Fátima, sendo da autoria do artista Robert Schad e tendo 34 metros de altura. Foi construída para substituir a antiga Cruz Alta, que tinha 27 metros de altura, erguida para assinalar o encerramento do Ano Santo de 1950/1951 e que estava situada ao fundo do recinto de oração, onde hoje se situa a Basílica da Santíssima Trindade. Foi oferecida ao Santuário Nacional de Cristo Rei, em Almada.
Foi construída pela empresa portuguesa 'Mecanidraulica (Maia) e transportada em 4 partes para Fátima. A oxidação própria do aço corten, material em que foi construída, confere-lhe um aspecto que vai mudando de cor, mais vermelho no tempo seco e mais escuro com a chuva. Uma Cruz viva, com a sua própria personalidade, assim como Fátima.